# تاتوم كيشوار
تاتوم كيشوار (14 ديسمبر 1983-) عارضة أزياء وطبيبة نفسية وحاملة لقب ملكة جمال جنوب إفريقيا، توجت ملكة جمال جنوب إفريقيا 2008. ومثلت جنوب إفريقيا في مسابقة ملكة جمال الكون 2009 ووصلت إلى المراكز العشرة الأولى. كما مثلت كيشوار جنوب إفريقيا في مسابقة ملكة جمال الكون عام 2009 وحصلت على المركز الثاني.

## سيرتها شخصية
ولدت كيشوار في ديربان، والتحقت بمدرسة موات بارك للبنات الثانوية وحصلت على شهادة في علم النفس من جامعة كوازولو ناتال. وصلت إلى المرحلة النهائية في الفترة الثالثة من مسابقة عارضات الأزياء الواقعية ريفلون في عام 2007 قبل فوزها بلقب ملكة جمال جنوب إفريقيا في 15 ديسمبر 2008.

## ملكة جمال الكون 2009
مثلت كيشوار بلدها في مسابقة ملكة جمال الكون 2009 في ناسو، جزر البهاما حيث وصلت إلى النهائيات واحتلت المركز السابع في الترتيب العام.

## ملكة جمال العالم 2009
تم تصنيف كيشوار ضمن أفضل 12 متسابقة في حدث المسار السريع لملكة جمال العالم Top Model وأصبحت واحدة من أفضل 3 متأهلات للتصفيات النهائية خلال مسابقة ملكة جمال العالم 2009 التي أقيمت في 12 ديسمبر 2009 في جوهانسبرج، جنوب أفريقيا. من بين المندوبين السبعة الذين تنافسوا في كل من ملكة جمال الكون وملكة جمال العالم، كان كيشوار وكلوي مورتود من فرنسا وهما الوحيدتان اللتان وصلتا إلى الدور قبل النهائي في كلتا المسابقتين. حصلت كيشوار التي احتلت مركزًا أقل من مورتود في مسابقة ملكة جمال الكون في وقت سابق من ذلك العام، على مرتبة أعلى من نظيرتها الفرنسية، حيث حصلت على لقب ملكة إفريقيا وتوجت كأميرة ثانية في النهاية.